# Брю, Жонатан
Жонатан Пьер Брю (фр. Jonathan Pierre Bru; род. 2 мая 1985, Нёйи-сюр-Сен, Франция) — маврикийский футболист, полузащитник.

## Биография

### Клубная карьера
Профессиональную карьеру начал в четвёртом дивизионе Франции в составе фарм-клуба французского «Ренна». Единственный матч за основную команду «Ренна» провёл 31 января 2004 года в матче Лиги 1 против «Генгама», выйдя на замену на 88-й минуте вместо Фредерика Пикьона. В 2006 году перешёл в клуб «Истр», за который провёл 9 матчей в Лиге 2, после чего клуб вылетел в Лигу 3. В сезоне 2008/2009 выступал в составе клуба «Пафос» в чемпионате Кипра. В 2009 году подписал контракт с клубом «Академика» Коимбра, за который сыграл 3 матча в Высшей лиге Португалии. Также выступал за команды «Оливейренсе» и «Морейренсе» в португальской Сегунде. В 2012 году перешёл в австралийский клуб «Мельбурн Виктори». Летом 2014 года вернулся в «Оливейренсе».

### Карьера в сборной
Выступал за сборные Франции различных возрастов, однако никогда не играл за основную команду.
4 сентября 2010 года дебютировал за сборную Маврикия в отборочном матче кубка африканских наций против сборной Камеруна, в котором провёл на поле все 90 минут и забил гол с пенальти на 46-й минуте матча.

## Семья
Младший брат Кевин (р. 1988) — также является футболистом и выступает за сборную Маврикия.